# Marcgravia glandulosomarginata
Marcgravia glandulosomarginata är en tvåhjärtbladig växtart som beskrevs av Barry Edward Hammel. Marcgravia glandulosomarginata ingår i släktet Marcgravia och familjen Marcgraviaceae. Inga underarter finns listade i Catalogue of Life.